# Louis-Ferdinand Céline
Pour les articles homonymes, voir Céline.
Pour le film, voir Louis-Ferdinand Céline (film).
Louis Ferdinand Destouches, dit Louis-Ferdinand Céline , né le 27 mai 1894 à Courbevoie, mort le 1er juillet 1961 à Meudon, connu sous son nom de plume généralement abrégé en Céline, est un écrivain, médecin et collaborationniste français. Il est notamment célèbre pour Voyage au bout de la nuit, publié en 1932 et récompensé par le prix Renaudot la même année.
Considéré, à l'instar de Faulkner et de Joyce, comme l'un des plus grands novateurs de la littérature du XXe siècle, « d'une stature exceptionnelle, au rôle décisif dans l'histoire du roman moderne » estime George Steiner, Céline introduit un style elliptique personnel et très travaillé, qui emprunte à l'argot et tend à s'approcher de l'émotion immédiate du langage parlé. À propos de son style, Julien Gracq dira : « Ce qui m'intéresse chez lui, c'est surtout l'usage très judicieux, efficace qu'il fait de cette langue entièrement artificielle — entièrement littéraire — qu'il a tirée de la langue parlée ».
Céline est aussi connu pour son antisémitisme et sa collaboration active avec l'occupant nazi : il publie des pamphlets virulents dès 1937 (année de la parution de Bagatelles pour un massacre) et, sous l'Occupation durant la Seconde Guerre mondiale, écrit des lettres de dénonciation. Il est alors proche des milieux collaborationnistes et du service de sécurité nazi, il en sera par la suite frappé d'Indignité nationale. Il rejoint en 1944 le gouvernement en exil du Régime de Vichy à Sigmaringen, épisode de sa vie qui lui inspire le roman D'un château l'autre, paru en 1957.

## Biographie

### Jeunesse en région parisienne
Louis Ferdinand Destouches est né le 27 mai 1894 à Courbevoie (ancien département de la Seine, actuels Hauts-de-Seine) au domicile de ses parents (11, rampe du Pont-de-Neuilly, actuel quai du Président Paul-Doumer). Il est le fils unique de Ferdinand Destouches et de Marguerite Guillou, mariés le 13 juillet 1893 à Asnières-sur-Seine.
Sa famille paternelle, originaire de la Bretagne et de la Normandie, appartient à la petite bourgeoisie déclassée et a des prétentions nobiliaires, l'auteur revendiquant une parenté avec le chevalier Jacques Destouches, qui a inspiré à Jules Barbey d'Aurevilly le roman Le Chevalier des Touches. Sa famille maternelle descend d'artisans et de petits commerçants, également originaires de la Bretagne, installés en région parisienne.
Son grand-père paternel, Auguste Destouches, né en 1835 à Vannes, mort en 1874 au Havre, qui épouse en 1860 Caroline Delhaye, devient agrégé de littérature en 1867 et enseigne au lycée François-Ier,. Céline mentionne son grand-père dans la préface de son roman Guignol's Band. Sa grand-mère maternelle Céline Lesjean, morte en 1904 à Paris dans le 9e arrondissement, est commerçante d'antiquités et de dentelles. L'écrivain emprunte le prénom de sa grand-mère lorsqu'il entame son activité littéraire.
Son père Ferdinand Auguste Destouches, né en 1865 au Havre, mort en 1932 à Paris dans le 2e arrondissement, est employé au sein de la compagnie d'assurance Le Phénix. Il est le troisième enfant d'une fratrie de cinq, quatre garçons et une fille. Sa mère, Marguerite Guillou, née en 1868 à Paris dans le 20e arrondissement, morte en 1945 dans le 9e arrondissement, est commerçante en dentelles, exploitant une petite boutique de mode au 64, passage Choiseul à Paris. Le frère de sa mère, Julien Guillou, né en 1874 à Paris dans le 2e arrondissement, mort en 1954 dans le 9e arrondissement, commerçant de vêtements de pluie, inspire le personnage de « l'oncle Édouard » dans Mort à crédit.
Les parents de l'auteur appartiennent à la classe moyenne, celle de la petite bourgeoisie commerçante exaspérée par l'affaire Dreyfus et touchée par la Grande Dépression de la fin du XIXe siècle qui favorise l'antisémitisme anticapitaliste, les Juifs accusés de dominer le grand commerce et ruiner les petits boutiquiers comme Marguerite Guillou, servant de bouc émissaires commodes.

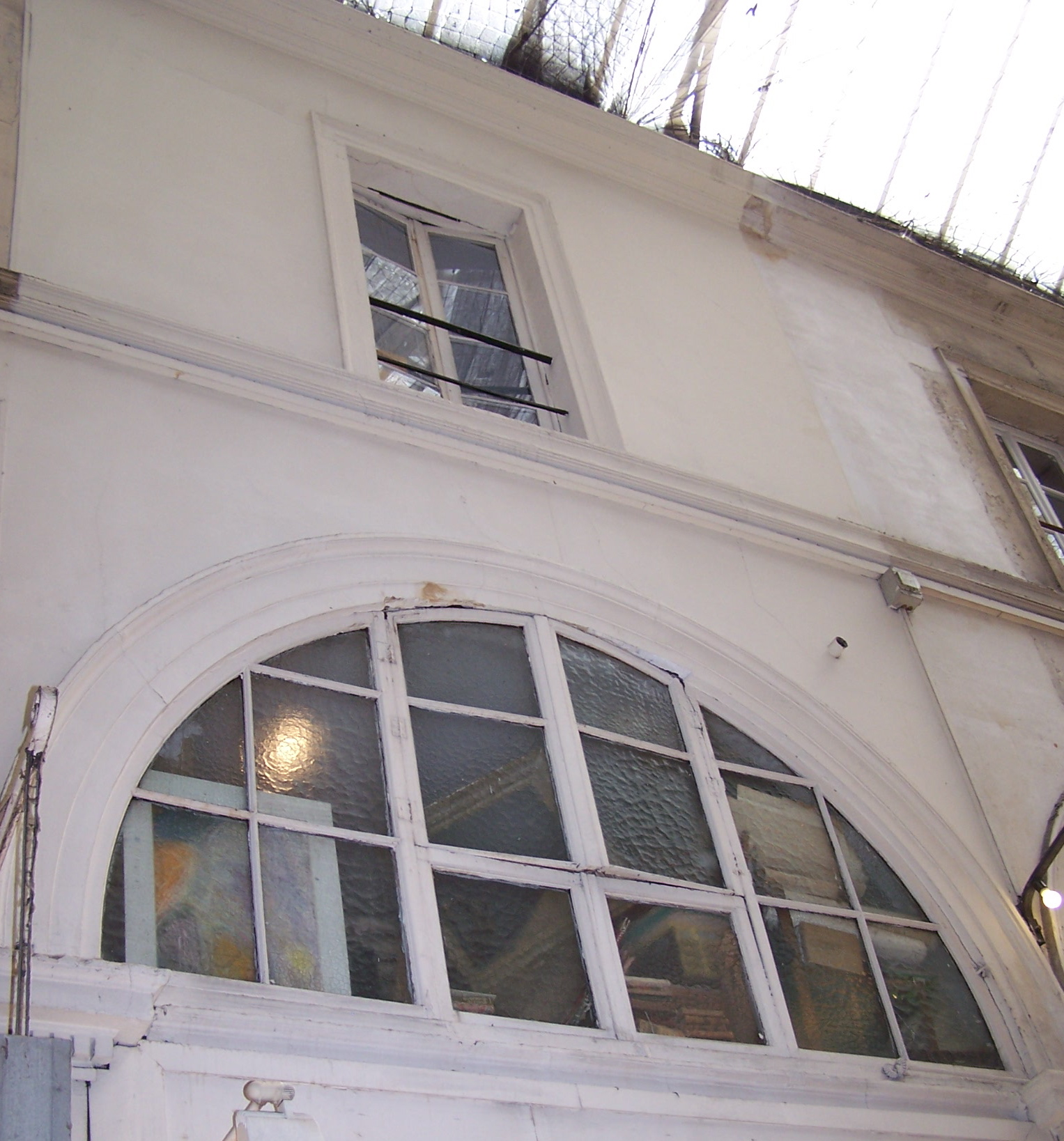
Le no 64 du passage Choiseul où vécut Louis Destouches enfant.

Louis-Ferdinand Destouches est placé chez une nourrice à Voisines (Yonne) puis à Puteaux (Hauts-de-Seine) jusqu'à l'âge de deux ans. En 1897, ses parents déménagent rue de Babylone à Paris dans le 7e arrondissement. En 1898, ils s'installent rue Ganneron dans le 18e arrondissement. En 1899 enfin, ils s'installent passage Choiseul au numéro 67 où Marguerite Destouches ouvre un commerce de dentelles anciennes. La famille déménage au numéro 64 de la même rue en 1904. L'écrivain décrit plus tard, notamment dans Mort à crédit, le passage Choiseul comme une « cloche à gaz », allusion à l'éclairage de la galerie par une multitude de becs à gaz au début du xxe siècle.
En 1900, Louis-Ferdinand Destouches fréquente l'école communale du square Louvois. En 1905, il fréquente brièvement l'école Saint-Joseph des Tuileries avant de revenir à l'enseignement public. Il est reçu au certificat d'études primaires en juin 1907. La même année, ses parents déménagent rue Marsollier dans le 2e arrondissement.
En 1908, Louis-Ferdinand Destouches effectue un séjour linguistique en Allemagne à Diepholz (Basse-Saxe) puis à Karlsruhe (Bade-Wurtemberg). L'année suivante, il effectue un second séjour, cette fois en Angleterre, à Rochester puis à Broadstairs (Kent). Ses parents, qui ambitionnent de faire de lui un acheteur de grand magasin, financent ces séjours afin d'offrir à l'enfant une formation linguistique. Le second séjour inspire à l'écrivain, dans Mort à crédit, le passage de Ferdinand au Meanwell College de Chatham.
Il occupe de petits emplois durant son adolescence, notamment dans des bijouteries, et s'engage pour trois ans dans l'armée française le 28 septembre 1912, à 18 ans, par devancement d'appel.

### Première Guerre mondiale et Afrique

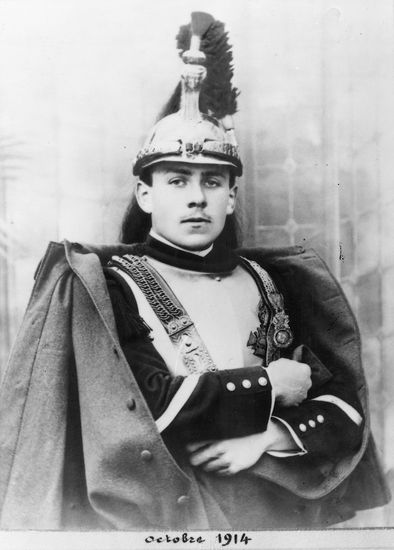
Le maréchal des logis Louis Ferdinand Destouches en grande tenue (cuirasse, casque à cimier, crinière et plumet), octobre 1914.

Le 28 septembre 1912, Louis Ferdinand Destouches contracte un engagement volontaire au sein du 12e régiment de cuirassiers cantonné à Rambouillet. Le 5 août 1913, il est nommé brigadier. Le 5 mai 1914, il est nommé maréchal des logis, accédant ainsi au grade de sous-officier.
Il suit ainsi les conseils et l'exemple de son père pour pouvoir choisir un régiment doté du prestige de l'arme, et accéder plus rapidement au grade de sous-officier. Il supporte mal la vie de caserne marquée par l'ennui, la promiscuité et les brimades. Il subit aussi un calvaire physique avec les corvées et les exercices de monte à cheval qui lui occasionnent excoriations et furoncles alors qu'il rêvait de la charge des cavaliers de Reichshoffen. Il envisage même la désertion mais l'acculturation militaire et le desserrement progressif des contraintes grâce à l'intervention de ses parents auprès du lieutenant Dugué-Mac Carthy permettent de comprendre les raisons de son acceptation.
Il évoque les souvenirs de son incorporation dans son écrit de jeunesse, le Carnet du cuirassier Destouches, puis dans son roman Casse-pipe.
Trois mois plus tard son régiment participe aux premiers combats de la Première Guerre mondiale en Flandre-Occidentale. Le 25 octobre 1914, alors que son unité est chargée de couvrir le 66e régiment d'infanterie dans le secteur de Poelcappelle sur le champ de bataille d'Ypres, il se porte volontaire pour transmettre un ordre entre les tranchées du 66e et du 125e, mission risquée à l'issue de laquelle il est grièvement blessé au bras droit par balle — et non par un éclat d'obus à la tête, contrairement à une légende tenace qu'il a lui-même répandue, affirmant avoir été trépané —, évacué puis opéré dans l'hôpital auxiliaire d'Hazebrouck où il refuse l'anesthésie pour éviter d'être amputé à son insu. Cet acte vaut au maréchal des logis Destouches d'être successivement cité à l'ordre du régiment le 29 octobre 1914, à l'ordre de la 7e DC le 25 octobre 1914, et le 25 novembre 1914 il est décoré de la médaille militaire, puis rétroactivement de la croix de guerre avec étoile d'argent. Grâce aux connaissances du père de Louis Destouches dans le milieu de la presse illustrée, ce fait d'armes est relaté en décembre 1915  dans L'Illustré national dont la couverture montre le cuirassier Destouches fonçant à travers les balles sur son cheval alors qu'il a probablement accompli sa mission à pied. L'expérience de la guerre jouera un rôle décisif dans la formation de son pacifisme et de son pessimisme.

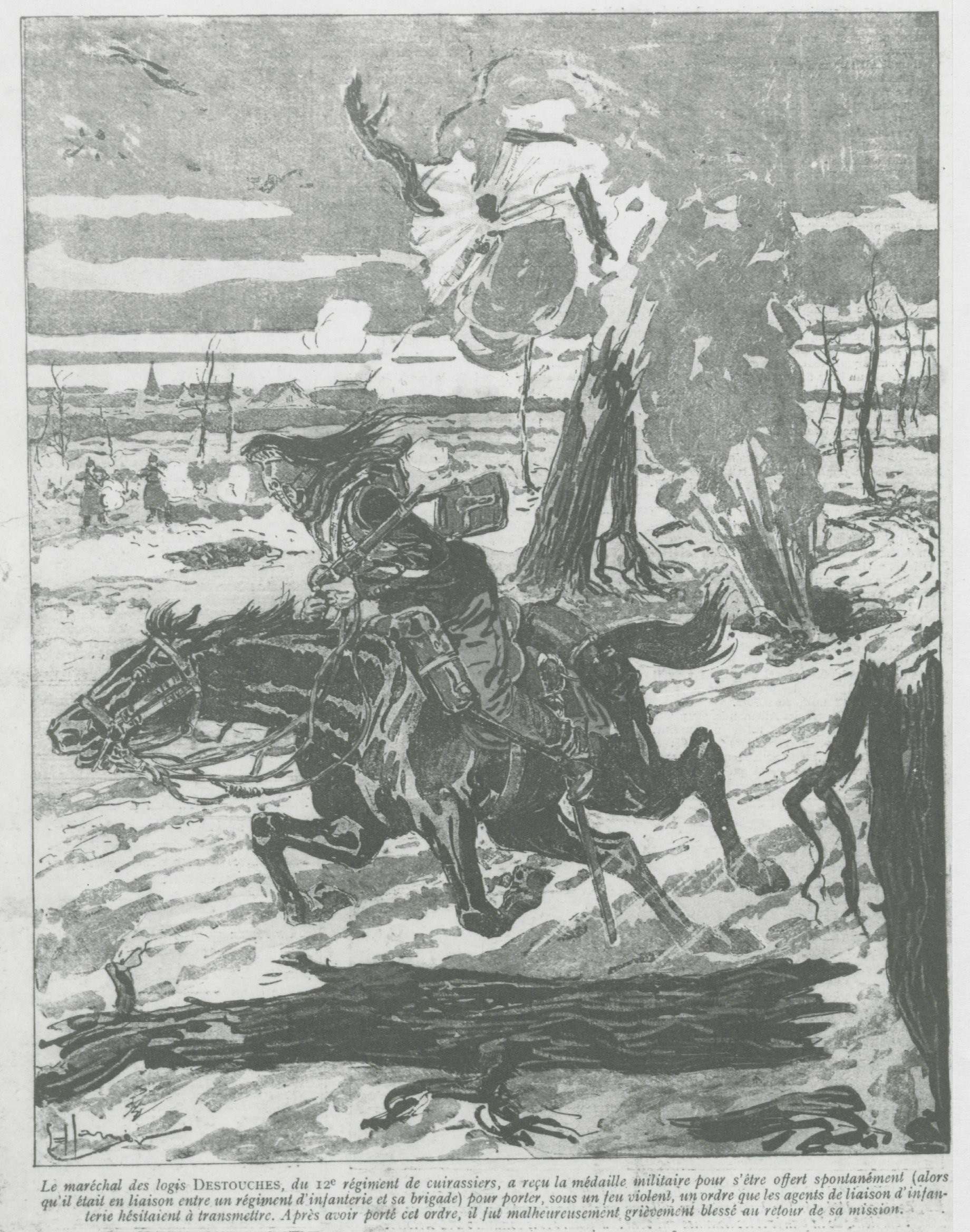
Gravure de L'Illustré national à propos de l'acte de bravoure du maréchal des logis Destouches.

Réopéré en janvier 1915 au Val-de-Grâce et réformé provisoire, il est affecté en mai 1915 comme auxiliaire au service des visas du consulat français à Londres (dirigé par l'armée en raison de l'état de siège) grâce à sa maîtrise de l'anglais et probablement grâce à l'intervention opportune de son père. Le 2 décembre 1915, il bénéficie d'une décision de réforme numéro 2 (c'est-à-dire sans pension), ce qui lui permet de quitter l'armée alors que sa blessure n'est pas suffisamment grave pour ne plus servir au front. Il quitte le consulat. Dès lors, en  janvier 1916, commence la période opaque de son séjour à Londres qui devient celui d'un embusqué fréquentant les bas-fonds de la capitale du Royaume-Uni. Le 19 janvier 1916, il se marie avec Suzanne Nebout, une danseuse de cabaret et entraîneuse sans doute rencontrée à Soho et qui a inspiré plusieurs personnages de ses livres. Ce mariage n'est pas déclaré au consulat et Louis Destouches rentre seul en France, considéré comme célibataire par l'État français. Ensuite il contracte un engagement avec une compagnie de traite qui l'envoie au Cameroun, où il part en avril 1916 surveiller des plantations. Malade, il rentre par bateau en France au mois d'avril 1917, voyage durant lequel il rédige une nouvelle, Des vagues. Il arrive à destination en juin 1917.
Il travaille en 1917-1918 au côté de l'écrivain polygraphe Henry de Graffigny, qui inspirera à l'écrivain le personnage de Courtial des Pereires dans Mort à crédit. Embauchés ensemble par la Fondation Rockefeller, ils parcourent la Bretagne en 1918 pour une campagne de prévention de la tuberculose.

### Formation de médecin

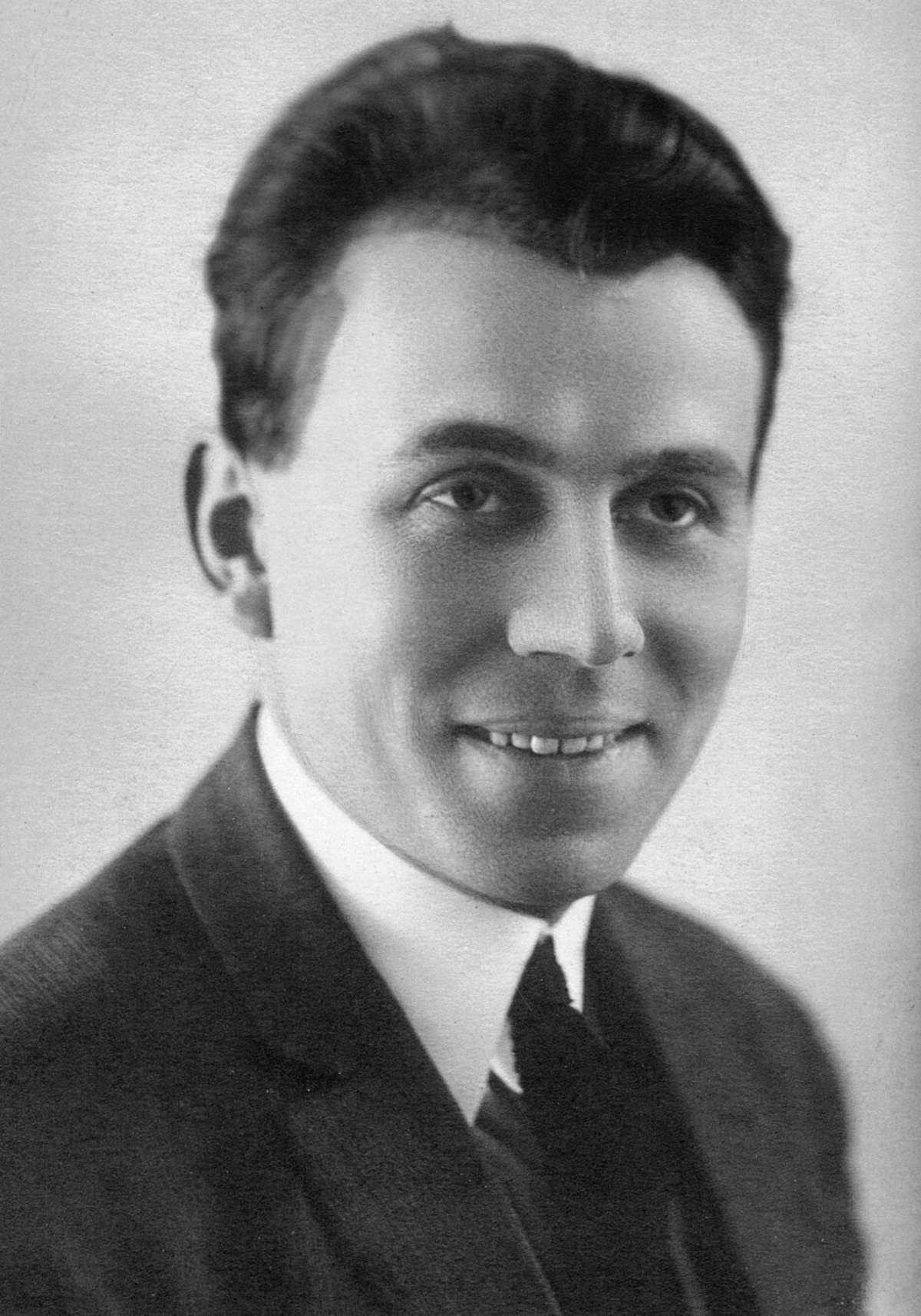
Louis Ferdinand Destouches durant les années 1920.

Après la guerre, Louis Ferdinand Destouches se fixe à Rennes. Il y rencontre le Dr Athanase Follet, notable qui cumule les charges et les honneurs, et qui lui offre une opportunité d'ascension sociale. Le 10 août 1919, il épouse la fille du docteur, Édith Follet, à Quintin, loin de la capitale bretonne pour éviter d'attiser la rancœur du milieu médical rennais jaloux du succès du docteur. De leur union naît l'unique enfant de Céline :  Colette Destouches, née en 1920 à Rennes, morte en 2011 à Neuilly-sur-Seine, elle épouse, en 1942 à Paris dans le 7e arrondissement, Yves Turpin.
Louis-Ferdinand prépare alors le baccalauréat, qu'il obtiendra en 1919, puis poursuit des études de médecine de 1920 à 1924 en bénéficiant des programmes allégés réservés aux anciens combattants, ponctuées par des remplacements de médecin en Bretagne, et dans les Ardennes, à Revin. Sa thèse de doctorat de médecine, La Vie et l'Œuvre de Philippe Ignace Semmelweis (soutenue en 1924), sera plus tard considérée comme sa première œuvre littéraire. Il publie ensuite un ouvrage médical, La Quinine en thérapeutique (1925). Après son doctorat, il est embauché à Genève par la fondation Rockefeller qui subventionne un poste de l'Institut d'hygiène de la Société des Nations, fondé et dirigé par le Dr Rajchman. Sa famille ne l'accompagne pas. Il effectue plusieurs voyages en Afrique et en Amérique avec des médecins. Cela l'amène notamment à visiter les usines Ford au cours d'un séjour à Détroit qui dure un peu moins de 36 heures, le temps pour lui d'être vivement impressionné par le fordisme et plus largement par l'industrialisation. Contrairement à la légende souvent reprise, il n'a jamais été conseiller médical de la société des automobiles Ford à Détroit.
Son contrat à la Société des Nations n'ayant pas été renouvelé, il envisage d'acheter une clinique en banlieue parisienne puis s'essaie à l'exercice libéral de la médecine en ouvrant en novembre 1927 un cabinet à Clichy qu'il ferme rapidement, faute de clientèle. Il finit par être engagé comme médecin de banlieue au dispensaire de Clichy dirigé par Grégoire Ichok (sa rancœur est d'abord dirigée contre ce docteur juif dont il convoite le poste), ensuite comme médecin-chef au dispensaire de Sartrouville puis à Bezons de 1940 à 1944. Il y rencontre l'historien Albert Serouille et lui écrira même une fameuse préface à son livre Bezons à travers les âges. Pour compléter ses revenus, il occupe un poste polyvalent de concepteur de documents publicitaires, de spécialités pharmaceutiques (il élabore en 1933 un traitement de la maladie de Basedow qui sera commercialisé sous le nom de Basedowine) et même de visiteur médical dans trois laboratoires pharmaceutiques dans les années 1930.

### Elizabeth Craig
En 1926, il rencontre à Genève Elizabeth Craig (1902-1989), une danseuse américaine, qui sera la plus grande passion de sa vie. C'est à elle, qu'il surnommera « l'Impératrice », qu'il dédiera Voyage au bout de la nuit. Elle le suit à Paris, 98 rue Lepic, mais le quitte en 1933, peu après la publication du Voyage. Il part à sa recherche en Californie, mais il apprend qu'elle a épousé un Américain nommé Ben Tankel qui se trouve être juif. Après cela, on n'entend plus parler d'elle jusqu'en 1988, date à laquelle l'universitaire américain Alphonse Juilland (de) la retrouve, quelques jours avant le critique Jean Monnier qui était sur sa trace également. Elle affirme alors dans une interview qu'elle craignait qu'en perdant sa beauté avec l'âge elle finisse par ne plus rien représenter pour lui.

### Formation de l'écrivain

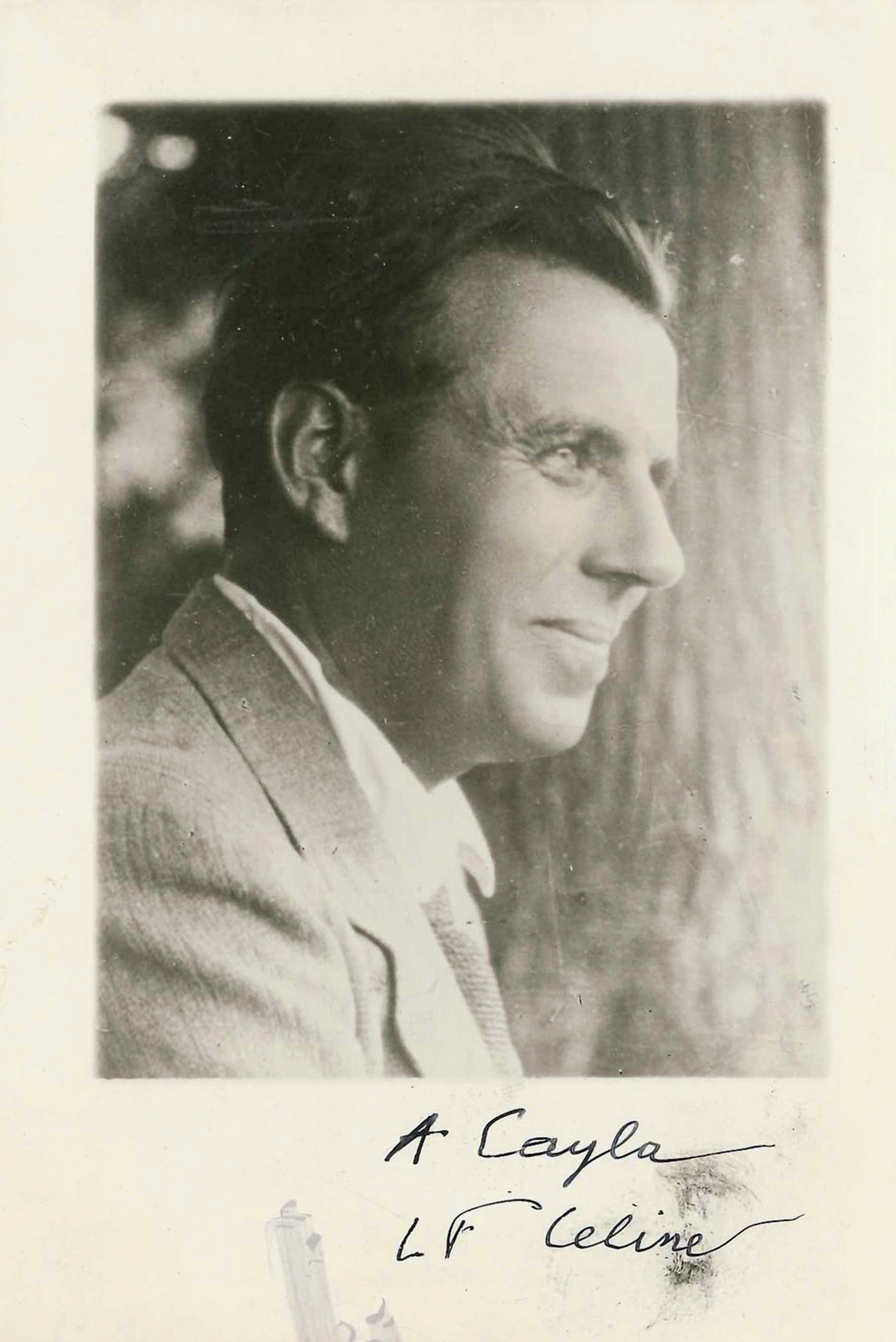
Céline photographié par Henri Manuel (années 1930).

Comme d'autres écrivains, Céline a su habilement bâtir toute une série de mythes sur sa personne. En même temps que Voyage au bout de la nuit, Céline écrivait des articles pour une revue médicale (La Presse médicale) qui ne correspondent pas à l'image de libertaire qu'on s'est faite de lui. Dans le premier des deux articles publiés dans cette revue en mai 1928, Céline vante les méthodes de l'industriel américain Henry Ford, méthodes consistant à embaucher de préférence « les ouvriers tarés physiquement et mentalement » et que Céline appelle aussi « les déchus de l'existence ». Cette sorte d'ouvriers, remarque Céline, « dépourvus de sens critique et même de vanité élémentaire », forme « une main-d’œuvre stable et qui se résigne mieux qu'une autre ». Céline déplore qu'il n'existe rien encore de semblable en Europe, « sous des prétextes plus ou moins traditionnels, littéraires, toujours futiles et pratiquement désastreux ».
Dans le deuxième article, publié en novembre 1928, Céline propose de créer des médecins-policiers d'entreprise, « vaste police médicale et sanitaire » chargée de convaincre les ouvriers « que la plupart des malades peuvent travailler » et que « l'assuré doit travailler le plus possible avec le moins d'interruption possible pour cause de maladie ». Il s'agit, affirme Céline, d'« une entreprise patiente de correction et de rectification intellectuelle », tout à fait réalisable pourtant car « le public ne demande pas à comprendre, il demande à croire. » Céline conclut sans équivoque : « L'intérêt populaire ? C'est une substance bien infidèle, impulsive et vague. Nous y renonçons volontiers. Ce qui nous paraît beaucoup plus sérieux, c'est l'intérêt patronal et son intérêt économique, point sentimental. » On peut toutefois s'interroger sur la correspondance entre ces écrits et les sentiments véritables de Céline, sur le degré d'ironie de ces commentaires « médicaux » (ou sur une éventuelle évolution) car, quelques années plus tard, plusieurs passages de Voyage au bout de la nuit dénonceront clairement l'inhumanité du système capitaliste en général et fordiste en particulier.
C'est toute cette partie de sa vie qu'il relate à travers les aventures de son antihéros Ferdinand Bardamu, dans son roman le plus connu, Voyage au bout de la nuit (15 octobre 1932). Ce premier livre a un retentissement considérable. Aux réactions scandalisées, ou déconcertées, se mêlent des éloges enthousiastes. Le roman reçoit le prix Renaudot, après avoir manqué de peu le prix Goncourt (ce qui provoquera le départ de Lucien Descaves du jury du Goncourt : il ne reviendra qu'en 1939) et connaît un grand succès de librairie.
Le 26 septembre 1933 paraît L'Église, pièce de théâtre écrite en 1926 et 1927, où figurent des allusions antisémites. Les ventes sont modestes.
À cette époque, en raison de la publication de Voyage au bout de la nuit, Céline est particulièrement apprécié des milieux de gauche qui voient en lui un porte-parole des milieux populaires et un militant antimilitariste. Louis Aragon le presse, mais en vain, de rejoindre la SFIC-Parti communiste (ancien nom du PCF). Il aurait cependant assisté en 1933 au banquet médical parisien de l'Action française. Le 1er octobre 1933 Céline prononce à Médan, sur l'invitation de Lucien Descaves, un discours intitulé « Hommage à Zola » lors de la commémoration annuelle de la mort de l'écrivain, discours qui demeure la seule allocution publique littéraire de sa carrière. « Pessimiste radical » selon Henri Godard, Céline y dénonce aussi bien les sociétés fascistes que bourgeoises ou marxistes. Elles reposeraient toutes sur le mensonge permanent et n'auraient qu'un seul et même but : la guerre. Elsa Triolet participe à la traduction en russe du Voyage au bout de la nuit. Il paraît en URSS en janvier 1934, lourdement sabré.
C'est vers la même période qu'il rencontre Max Jacob chez le Docteur Augustin Tuset, à Quimper. Une courte correspondance a lieu entre les deux hommes.
Le 12 mai 1936, en plein Front populaire, paraît le deuxième roman de Céline, Mort à crédit, avec des coupures imposées par l'éditeur. Le livre se vend bien, mais loin des proportions attendues. Selon François Gibault, le public a la tête ailleurs : la société française, en pleine décomposition, en plein désarroi face au conflit des idéologies, réclame des penseurs et des philosophes, non des romanciers. Les critiques, de gauche comme de droite, se déchaînent contre le livre. Ils dénoncent d'une part le style (le vocabulaire emprunte plus que jamais au langage populaire, et la phrase est maintenant déstructurée), d'autre part la propension de Céline à rabaisser l'homme. Les écrivains ne reconnaissent pas Céline comme leur pair. Les fervents laudateurs du Voyage — Léon Daudet, Lucien Descaves — se taisent. Céline est blessé du feu nourri d'attaques dirigées contre Mort à crédit. Certains biographes y voient la raison de l'interruption de sa production romanesque : il va se consacrer pour un temps à l'écriture de pamphlets.
Il se rend en URSS en septembre pour dépenser les droits d'auteur de Voyage au bout de la nuit — les roubles n'étaient pas convertibles. Deux mois plus tard, le 28 décembre, il publie Mea culpa, vision apocalyptique de la nature humaine. Pour Céline, toute forme d'optimisme est une imposture : on ne se débarrassera jamais des égoïsmes, et par conséquent le sort des hommes ne s'améliorera jamais. Dans ce court pamphlet l'auteur exprime d'abord son dégoût du capitalisme et des bourgeois, avant de s'en prendre au communisme, qui ne serait rien d'autre que « l'injustice rambinée sous un nouveau blase ». Le texte est suivi de sa thèse de médecine consacrée à Semmelweis.

### Époque des «pamphlets» antisémites
À la fin des années 1930, alors qu'il est en contact avec Arthur Pfannstiel, un critique d'art et traducteur travaillant pour le Welt-Dienst (service mondial de propagande nazie anti-maçonnique et antisémite), organe auprès duquel il se renseigne,, Céline publie deux pamphlets violemment antisémites, : Bagatelles pour un massacre (1937) et L'École des cadavres (1938).
Il présente lui-même ces ouvrages dans une lettre au docteur Walter Strauss :

« Je viens de publier un livre abominablement antisémite, je vous l'envoie. Je suis l'ennemi no 1 des juifs. »

Ces écrits révèlent de la « nordolâtrie » et affichent clairement son antiméridionalisme en reprenant plusieurs lieux communs : le Nord conquérant et productif est opposé au Sud menaçant et paralysant. Dans L'École des cadavres « il assimile « le latinisme » à la « Grèce », qui est « déjà de l'Orient », mot qui, par association d'idées, évoque la franc-maçonnerie, que le pamphlétaire associe au « juif », fréquemment rapproché chez lui du « nègre » ».
Dès la fin des années 1930, Céline se rapproche des milieux d'extrême droite français pro-nazis, en particulier de l'équipe du journal de Louis Darquier de Pellepoix, La France enchaînée.
Le 10 mai 1939 Céline et Robert Denoël décident de retirer de la vente Bagatelles pour un massacre et L'École des cadavres. Cette décision est justifiée par la parution du décret-loi Marchandeau le 21 avril 1939. Ce dernier ne les vise pas directement : il a pour but de protéger les minorités raciales et de prévenir des agitations liées à des publications racistes et antisémites.
- Voir plus bas : Politique, racisme et antisémitisme.

### Lucienne Delforge
Céline a une relation avec la pianiste Lucienne Delforge entre avril 1935 et avril 1936. Ensemble, ils visitent le Danemark, la Suède et l'Autriche. Leur maigre correspondance (6 lettres) a été vendue aux enchères pour 44 800 € en 2003.

### Durant l'Occupation
Sous l'Occupation, Céline, s'il ne signe pas à proprement parler d'articles, envoie des lettres aux journaux collaborationnistes, qui sont publiées pour la plupart ; il leur accorde également des interviews. Il exprime dans ces publications un antisémitisme violent, et se campe en écrivain pro-nazi.
À l'opposé de la thèse qui relativise, voire nie le rôle de Céline dans la collaboration, Pierre-André Taguieff et Annick Duraffour présentent l'écrivain comme un agent actif des services de sécurité de l'Allemagne nazie pendant l'occupation. Toutefois, d'après Émile Brami, Taguieff et Duraffour procéderaient par amalgame pour suggérer, sans preuve formelle, que Céline était un agent payé par la propagande allemande, informé de la solution finale, qu'il aurait approuvée.
Le 7 mars 1941 l'hebdomadaire Je suis partout publie son interview :

« Pour le Juif, j'avais fait de mon mieux dans les deux derniers bouquins… Pour l'instant, ils sont quand même moins arrogants, moins crâneurs. Le secrétaire des médecins de Seine-et-Oise s'appelle Menckietzwick à part ça… J'ai d'ailleurs entendu dans une queue une bonne femme qui disait : Au temps des Juifs, on mangeait bien ! »

Dans le numéro 4 (septembre 1941) de Notre Combat - pour la nouvelle France socialiste, André Chaumet sélectionne pour ses lecteurs de courts extraits de Bagatelles pour un massacre (1937) sous le titre « Céline nous parle des juifs… » :

« Pleurer, c'est le triomphe des Juifs ! Réussit admirablement ! Le monde à nous par les larmes ! 20 millions de martyrs bien entraînés c'est une force ! Les persécutés surgissent, hâves, blêmis, de la nuit des temps, des siècles de torture… »

Visitant l'exposition « Le Juif et la France », Céline reproche à Paul Sézille d'avoir éliminé de la librairie de l'exposition Bagatelles pour un massacre et L'École des cadavres. Ces ouvrages sont controversés jusque chez les nazis : si Karl Epting, directeur de l'Institut allemand de Paris, décrit Céline comme « un de ces Français qui ont une relation profonde avec les sources de l'esprit européen », Bernard Payr, qui travaille au service de la propagande en France occupée se plaint du fait que Céline « gâcherait » son antisémitisme par des « obscénités » et des « cris d'hystérique ».
Durant cette période, Céline exprime ouvertement son soutien à l'Allemagne nazie. Lorsque celle-ci entre en guerre contre l'Union soviétique, en juin 1941, il déclare :

« Pour devenir collaborationniste, j’ai pas attendu que la Kommandantur pavoise au Crillon… On n’y pense pas assez à cette protection de la race blanche. C’est maintenant qu’il faut agir, parce que demain il sera trop tard. […] Doriot s’est comporté comme il l’a toujours fait. C’est un homme… il faut travailler, militer avec Doriot. […] Cette légion (la LVF) si calomniée, si critiquée, c'est la preuve de la vie. […] Moi, je vous le dis, la Légion, c'est très bien, c'est tout ce qu'il y a de bien. »

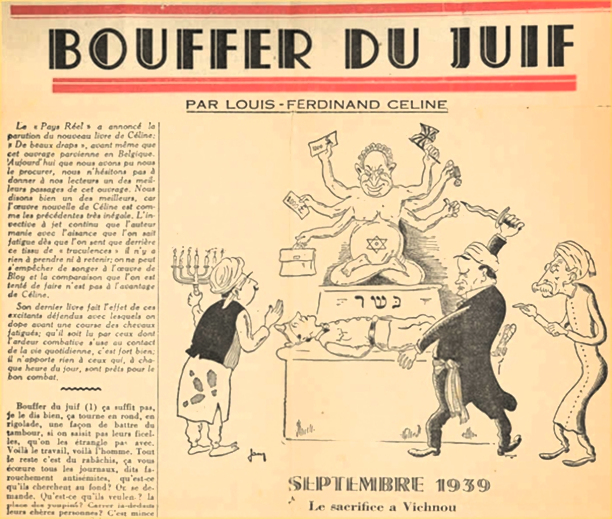
« Bouffer du Juif » par Louis-Ferdinand Céline, Le Magazine, no 306, 16 mars 1941 (présentation d'extraits du pamphlet Les Beaux Draps). L'article est illustré par une caricature antisémite dépeignant Édouard Daladier et Léon Blum en train de sacrifier un soldat français à Vichnou à l'occasion de la déclaration de guerre à l'Allemagne nazie en septembre 1939.

Il publie alors Les Beaux Draps, son troisième et dernier pamphlet antisémite (Nouvelles éditions françaises, le 25 février 1941), dans lequel il ironise sur les sentiments du peuple français envers l'occupant :

« C’est la présence des Allemands qu’est insupportable. Ils sont bien polis, bien convenables. Ils se tiennent comme des boys scouts. Pourtant on peut pas les piffer… Pourquoi je vous demande ? Ils ont humilié personne… Ils ont repoussé l’armée française qui ne demandait qu’à foutre le camp. Ah, si c’était une armée juive alors comment on l’adulerait ! »

En 1943, Hans Grimm, membre du Sicherheitsdienst, le service de renseignement de la SS à Rennes, fournit à Louis-Ferdinand Céline une autorisation pour se rendre en villégiature à Saint-Malo (zone d'accès limité à cette période du conflit). L’auteur lui offre un exemplaire d'une première édition de Mort à crédit.
L'absence en librairie des pamphlets n'est pas due à une décision d'interdiction officielle, Bagatelles pour un massacre n'ayant donné lieu à aucun procès, tandis que L'École des cadavres fut amputée de six pages (à la suite du jugement en correctionnelle pour diffamation du 21 juin 1939), mais ne connut aucune mesure de restriction à la vente.
Les Beaux Draps fut interdit en zone libre le 4 décembre 1941 par le gouvernement de Vichy dont le régime y est sévèrement critiqué. À son retour en France, Céline n'autorisa jamais leur réimpression et son ayant droit a, depuis 1961, respecté sa décision.
En février 1944, lors d'un dîner à l'ambassade d'Allemagne à Paris avec ses amis Jacques Benoist-Méchin, Pierre Drieu la Rochelle et Gen Paul, Céline aurait, selon Benoist-Méchin, déclaré à l'ambassadeur allemand Otto Abetz qu'Hitler était mort et remplacé par un sosie juif.
Le 15 mars 1944 marque son retour au roman : il publie Guignol's Band, récit de son séjour de 1915 en Angleterre.

#### Polémiques sur son attitude face au nazisme
Certaines lettres privées de Céline font écho à la violence antisémite de ses pamphlets. Il écrit à sa secrétaire littéraire en octobre 1937 :
« Lorsque Hitler a décidé de « purifier » Moabit à Berlin (leur quartier de la Villette), il fit surgir à l'improviste dans les réunions habituelles, dans les bistrots, des équipes de mitrailleuses et par salves, indistinctement, tuer tous les occupants ! […] Voilà la bonne méthode. »
Bien que Céline ait été ouvertement antisémite dans certains de ses livres, Henri Guillemin, grand admirateur de l'écrivain, affirme en 1966 que ce dernier n'aurait selon lui jamais collaboré pendant la guerre. De même, l'écrivain Marc-Édouard Nabe affirme dans une tribune du Point en 2011 que Céline n'a jamais commis d'action antisémite de sa vie et que ses pamphlets n'étaient pas récupérables à des fins politiques sérieuses.
Or, dans un courrier adressé le 5 novembre 1940 au Dr Cadvelle, directeur de la Santé à Paris, Céline a dénoncé, d'abord comme « médecin étranger juif non naturalisé », puis comme « nègre haïtien... étranger », le Dr Joseph Hogarth, médecin du dispensaire de Bezons dont il convoitait le poste. Ces dénonciations montrent « de quoi Céline était capable quand racisme et intérêt personnel se mettaient au service l'un de l'autre », relèvent Annick Duraffour et Pierre-André Taguieff dans leur étude intitulée Céline, la race, le juif : légende littéraire et vérité historique (2017). Cet ouvrage réexamine le « combat sans cesse renaissant entre l’histoire et la légende », et procède à une « démythologisation de la question Céline plus d’un demi-siècle après la mort de l’écrivain ».
Répondant aux contestations de certains biographes comme Émile Brami qu'ils estiment œuvrer à la disculpation de Céline, Duraffour et Taguieff entendent démontrer qu'il n'y a pas seulement des « vilaines opinions » à lui reprocher, mais des actes concrets que masquent son attitude trompeuse de « persécuté » et de « bouc émissaire »,. Les deux chercheurs affirment qu'« il a été un agent d’influence nazi » et qu'il est cité par le chef SS Knochen « parmi les Français désireux de collaborer volontairement avec les services allemands » ; « sur la base des auditions de Knochen conduites par la DST, la direction générale des Renseignements généraux identifie Céline comme « agent du SD », c'est-à-dire du service de sécurité nazi mis en place par Heydrich. Il serait établi qu'il était lié à « des réseaux nazis ou pronazis » comme le Welt-Dienst, dont il a « utilisé de nombreux documents — souvent des faux ».
Selon Duraffour et Taguieff, Céline s'est livré « effectivement à plusieurs reprises à cet « acte de parole » qu’est la dénonciation, quand cela peut valoir arrestation par la Gestapo. […] Sont attestées à ce jour les dénonciations de judéité de six voire sept personnes, ainsi que deux dénonciations de communistes. »

### Exil

#### Sigmaringen (octobre 1944 - mars 1945)

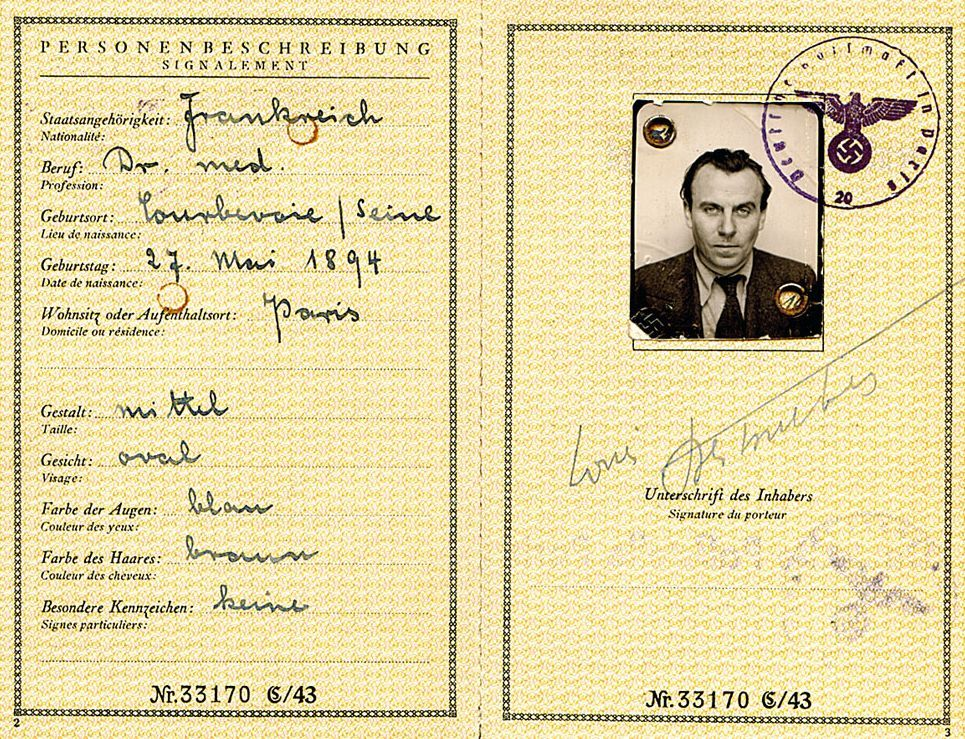
Fremdenpass fourni à Céline sous l'Occupation. Ce passeport pour étrangers servit sa fuite vers l'Allemagne nazie puis le Danemark (collection François Gibault).

Après le débarquement allié en Normandie le 6 juin 1944, Céline, craignant pour sa vie, confie le manuscrit de Guignol's band II et quelques pages de Casse-pipe à sa secrétaire particulière Marie Canavaggia puis, le 17 juin, il quitte la France avec son épouse Lucette. Il laisse à son domicile de la rue Girardon des documents et écrits qui seront considérés comme prise de guerre (volés, pour Céline) par les résistants et disparaîtront durant près de quatre-vingts ans avant qu'ils ne soient remis à Jean-Pierre Thibaudat en 2021,, lequel les remettra aux héritiers, une fois la femme de Céline décédée : un mètre cube de papiers personnels, manuscrits et textes inédits, notamment 600 feuillets de Casse-pipe, et un roman intitulé Londres,.
Pour son départ, le couple est muni de pièces d'or cousues dans un gilet de Lucette d'une valeur de près d'un million de francs de l'époque, soit 250 « napoléons », de deux ampoules de cyanure de mercure et de faux papiers. Le couple se retrouve au Brenner's Park Hôtel (de) de Baden-Baden, tout juste réquisitionné par la Wilhelmstrasse du Reich pour accueillir les hôtes de marque du gouvernement de Vichy en déroute. N'obtenant pas de visa pour le Danemark, ils sont transférés à Berlin puis à Kränzlin (de) (le Zornhof de son roman Nord), à une centaine de kilomètres au nord-ouest de la capitale allemande. Apprenant qu'un gouvernement français en exil tente de se former à Sigmaringen, Céline propose alors à Fernand de Brinon, ancien représentant de Vichy pour la France occupée et qui va présider ce gouvernement, d'y exercer la médecine ; celui-ci accepte. Céline gagne par le train Sigmaringen, voyage qu'il relate dans Rigodon ; fin octobre 1944, il s'installe avec sa femme et son chat Bébert dans le château de Sigmaringen et côtoie le dernier carré des pétainistes et des dignitaires du régime de Vichy, épisode qu'il raconte dans D'un château l'autre. Le 18 mars 1945 il obtient enfin son visa pour le Danemark grâce à l'intervention du Lorrain Hermann Bickler. Il quitte Sigmaringen le 22 mars 1945 et arrive cinq jours plus tard à Copenhague.

#### Danemark (mars 1945 - juillet 1951)
Le pays étant encore occupé par les Allemands, il s'installe dans l'appartement de Karen Marie Jensen, danseuse et ancienne maîtresse de Céline, qui a placé en 1942 les fonds de l'écrivain sous forme de lingots d'or[Information douteuse] dans une banque de Copenhague. Il récupère ses lingots et les change en couronnes danoises sur le marché noir. Le 17 décembre 1945, il est arrêté par la police danoise. Il passe au Danemark près d'une année et demie dans la prison Ouest (en danois : Vestre Fængsel) située à Copenhague, et plus de trois ans à Korsør dans une chaumière au confort rudimentaire près du Grand Belt et qui appartient à son avocat. Il est depuis la Libération boycotté par le monde littéraire français. Entre 1947 et 1949, Céline entame une longue correspondance avec un universitaire juif américain, Milton Hindus, admirateur de son œuvre romanesque qui publie en 1950 une importante étude sur le romancier intitulée The Crippled Giant (« Le Géant infirme » sorti en France l'année suivante sous le titre de L.-F. Céline tel que je l’ai vu), que Céline versera à sa décharge lors de son procès. En 1947, il fait la connaissance de François Löchen, un pasteur français installé à Copenhague, ancien aumônier militaire à Sartrouville et Bezons, avec qui il échangera une abondante correspondance.
Le 21 février 1950, dans le cadre de l'épuration, il est condamné définitivement par contumace par la chambre civique de la Cour de justice de Paris pour collaboration selon l'article 83 (pour « actes de nature à nuire à la défense nationale ») — et non l'article 75 (pour « intelligence avec l'ennemi » et « trahison ») des ordonnances du GPRF relatives à l'épuration —, à une année d'emprisonnement (qu'il a déjà effectuée au Danemark), 50 000 francs d'amende, la confiscation de la moitié de ses biens et à la dégradation nationale,,,. Raoul Nordling — consul général de Suède à Paris qui joua un rôle important auprès des autorités allemandes dans la sauvegarde des monuments de Paris à l'été 1944 —, est intervenu en sa faveur auprès de Gustav Rasmussen, ministre des Affaires étrangères danois, pour retarder son extradition, et aurait écrit en sa faveur au président de la Cour de justice qui le jugeait,. Céline fait valoir auprès des autorités danoises son exécution de peine de prison effectuée en 1946-1947.
Louis-Ferdinand Céline est amnistié le 20 avril 1951. Une légende persiste quant à cette amnistie. En effet, le mythe veut que Jean-Louis Tixier-Vignancour, son avocat depuis 1948, la lui obtienne au titre de « grand invalide de guerre » (depuis 1914) en présentant son dossier au Tribunal militaire sous le nom de Louis-Ferdinand Destouches sans qu'aucun magistrat fasse le rapprochement,,. En réalité, l'amnistie accordée à Céline est un faux en écriture publique. Le tribunal n'a jamais statué sur l'amnistie de Céline ; au contraire, les juges ont condamné l'écrivain dans les mêmes termes que la Cour de justice. Par un ingénieux système, Louis-Ferdinand Céline est donc amnistié le jour même où son arrêt de jugement par contumace devient définitif, une main anonyme ayant après coup ajouté à la main sur la feuille dactylographiée du jugement une fausse déclaration d'amnistie, validée ensuite par le greffe sur l'arrêt du jugement. Ayant vraisemblablement reçu l'aide de complices au sein de la Chancellerie (Anne Simonin pointe vers René Mayer, partisan de l'amnistie), l'affaire de la fausse amnistie est portée en cassation après signalement de la fraude par les services juridiques du ministère de la Défense. Le 6 décembre 1951, la cour de Cassation casse donc « dans l’intérêt de la loi » l’amnistie frauduleuse de Céline. Mais il conserve cependant les bénéfices de l’amnistie à titre personnel, la décision de la Cour de Cassation interdisant seulement au cas Céline de faire jurisprudence. Il reste toutefois interdit de port de la médaille militaire, ce qui le révolte.

### Retour en France

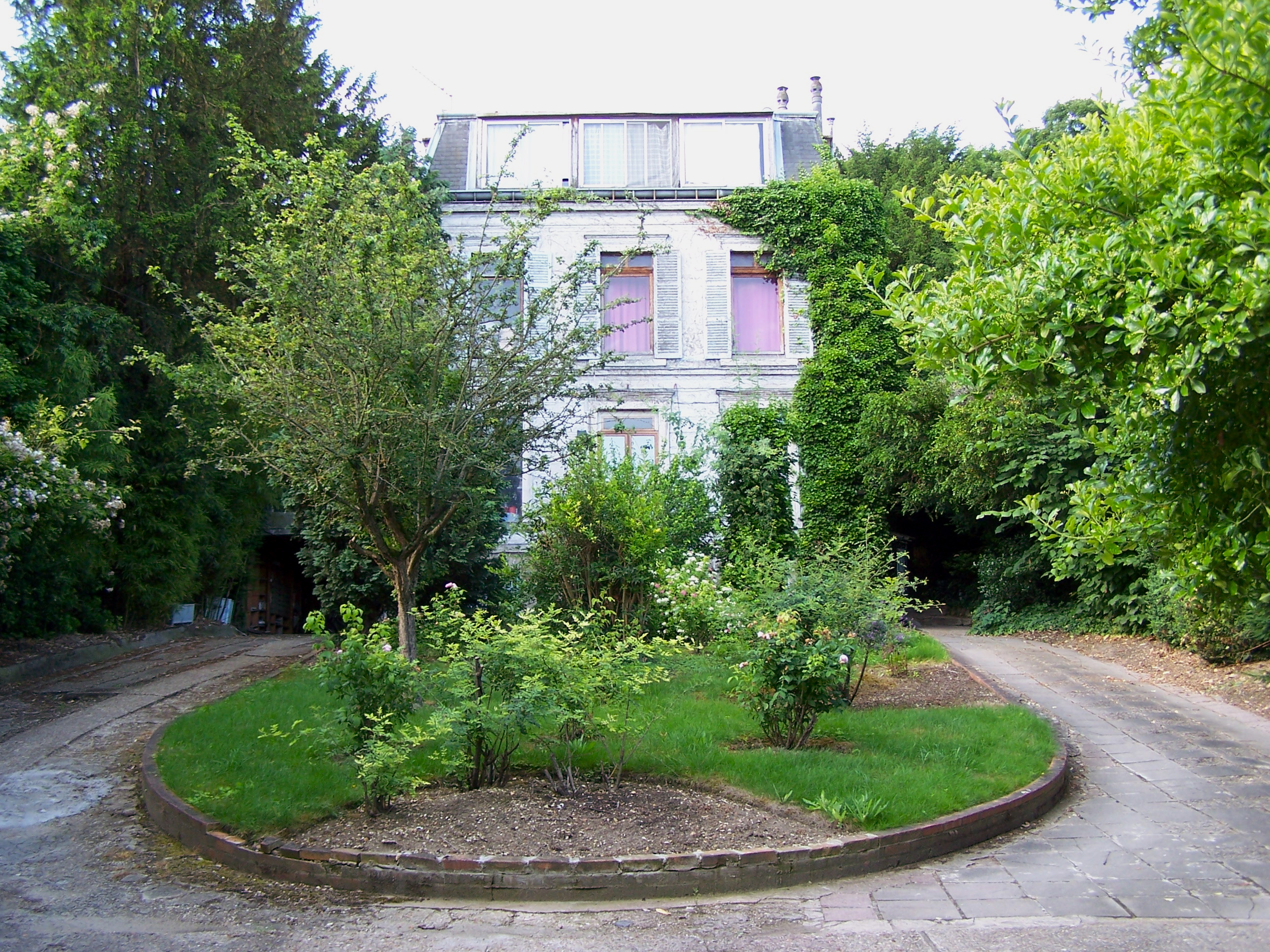
La maison de Céline et de son épouse Lucette, route des Gardes à Meudon en 2012.

De retour de Copenhague l'été suivant, Céline et son épouse — ils se sont mariés le 15 février 1943 à Paris 18e  — Lucette (née Lucie Almansor, 1912-2019) s'installent chez des amis à Nice en juillet 1951. Son éditeur Robert Denoël ayant été assassiné en 1945, il signe le même mois un contrat de cinq millions de francs avec Gaston Gallimard (il lui a demandé 18 % de droits d'auteur) pour la publication de Féerie pour une autre fois et pour la réédition de Voyage au bout de la nuit, de Mort à crédit et d'autres ouvrages.
En octobre de la même année, le couple s'installe dans un pavillon vétuste, 25 ter route des Gardes, à Meudon, dans les Hauts-de-Seine (à l'époque département de Seine-et-Oise). Inscrit à l'Ordre des médecins, le Docteur L.-F. Destouches, docteur en médecine de la Faculté de Paris accroche une plaque professionnelle au grillage qui enclot la propriété, ainsi qu'une plaque pour Lucette Almanzor qui annonce les cours de danse classique et de caractère que son épouse donne dans le pavillon. Il vit pendant plusieurs années des avances de Gallimard jusqu'à ce qu'il renoue avec le succès, à partir de 1957, grâce à sa « Trilogie allemande », dans laquelle il romance son exil.
Publiés successivement et séparément, D'un château l'autre (1957), Nord (1960) et Rigodon (1969) forment en réalité trois volets d'un seul roman. Céline s'y met personnellement en scène comme personnage et comme narrateur.
Le 16 juin 1959, il donne un entretien à Francine Bloch pour la Phonothèque nationale. Lucette Destouches dira à Francine Bloch que Céline fut ravi de cet entretien.

### Mort

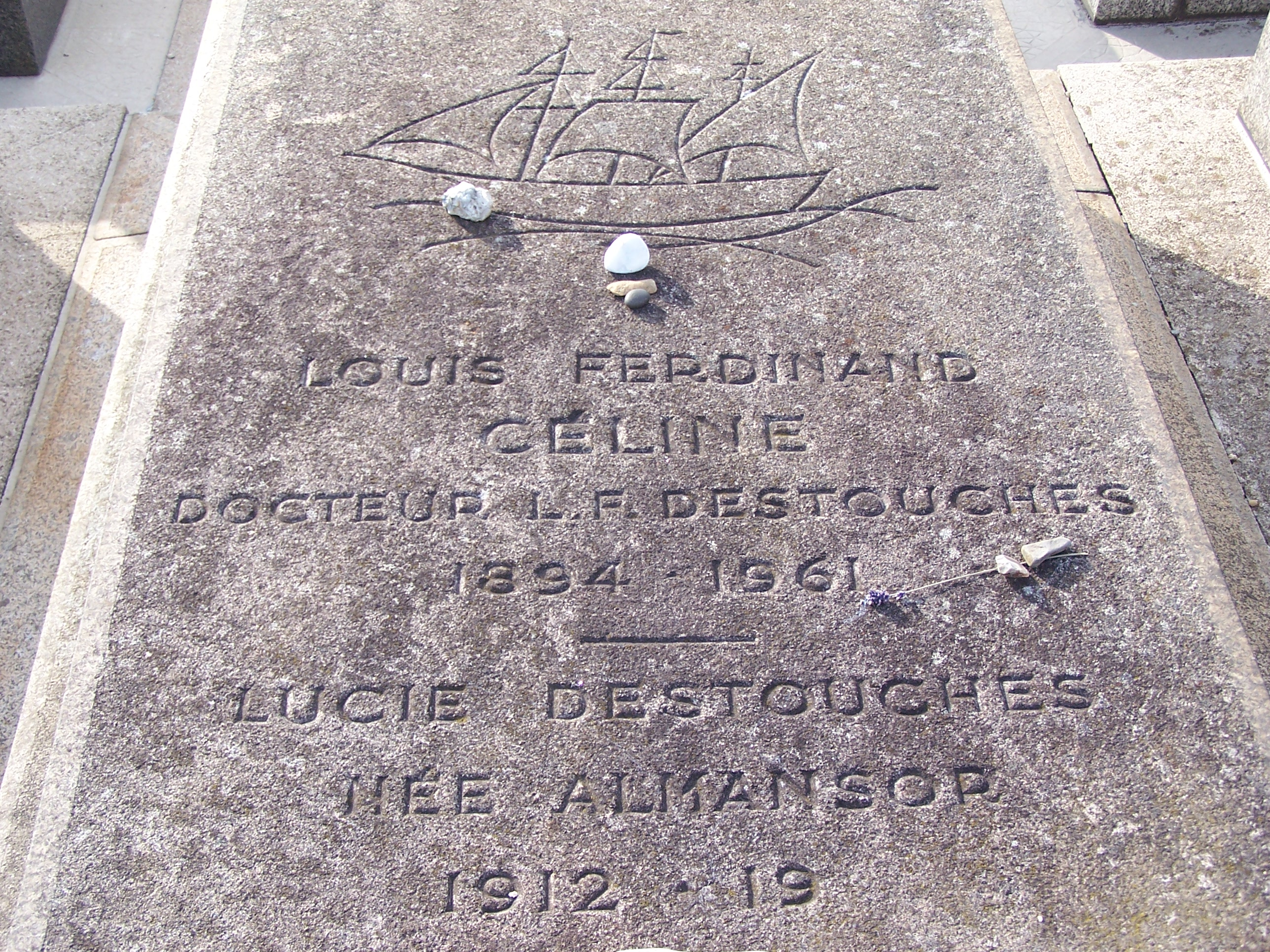
Tombe de Céline jusqu'en 2019 au cimetière des Longs Réages, à Meudon.

Louis-Ferdinand Destouches meurt à son domicile de Meudon le 1er juillet 1961, vraisemblablement des suites d'une athérosclérose cérébrale, bien que d'autres causes soient parfois évoquées, laissant veuve Lucette Destouches. Il est enterré discrètement au cimetière des Longs Réages à Meudon le 4 juillet en présence de sa fille Colette Destouches, de Roger Nimier, Marcel Aymé, Claude Gallimard, Max Revol, Jean-Roger Caussimon, Renée Cosima et Lucien Rebatet et des journalistes André Halphen et Roger Grenier ; ses lettres et manuscrits, sont détruits en mai 1968 dans l'incendie du pavillon qu'il occupait.

## Le style de Céline
Le style littéraire de Louis-Ferdinand Céline est souvent décrit comme ayant représenté une « révolution littéraire ». Il renouvelle en son temps le récit romanesque traditionnel, jouant avec les rythmes et les sonorités, dans ce qu'il appelle sa « petite musique ». Son épouse Lucette Destouches le décrit elle-même comme ayant été « avant tout […] un musicien ». Le vocabulaire à la fois argotique influencé par les échanges avec son ami Gen Paul ainsi que le style scientifique, familier et recherché, est au service d'une terrible lucidité, oscillant entre désespoir et humour, violence et tendresse, révolution stylistique et réelle révolte (le critique littéraire Gaëtan Picon est allé jusqu'à définir le Voyage comme « l'un des cris les plus insoutenables que l'homme ait jamais poussés »). Son style se caractérise par ailleurs par l’emploi d’un langage cru et un recours fréquent à l’invective.
C'est en 1936, dans Mort à crédit, mettant en scène l'enfance de Ferdinand Bardamu, alter ego littéraire de Céline, que son style se fait plus radical, notamment par l'utilisation de phrases courtes, très souvent exclamatives, séparées par trois points de suspension. Cette technique d'écriture combinant langue écrite et orale, conçue pour exprimer et provoquer l'émotion, se retrouvera dans tous les romans qui suivront. Elle décontenancera une bonne partie de la critique à la publication de Mort à crédit. Dans ce roman nourri des souvenirs de son adolescence, Céline présente une vision chaotique et antihéroïque, à la fois burlesque et tragique, de la condition humaine. Le livre, cependant, connaît peu de succès, et se trouve même critiqué par les partisans de Voyage au bout de la nuit. Simone de Beauvoir prétendra (mais longtemps après, en 1960) qu'elle et Jean-Paul Sartre y auraient alors vu « un certain mépris haineux des petites gens qui est une attitude préfasciste », tandis qu'Élie Faure, qui avait encensé le Voyage, juge simplement que Céline « piétine dans la merde ».
Sur le plan stylistique, la progression qui apparaît entre son premier roman et son ultime trilogie est marquée par une correspondance de plus en plus nette entre le temps du récit (ou temps de l'action) et le temps de la narration (ou temps de l'écriture). C'est ainsi que le présent de narration envahit l'espace romanesque au point que l'action ne semble plus se dérouler dans le passé, mais bien au contraire au moment même où le narrateur écrit. Le texte se rapproche ainsi progressivement du genre de la chronique, donnant à son lecteur l'impression que les événements se déroulent « en direct », sous ses yeux.
Il est intéressant de le rapprocher de son contemporain  Charles Ferdinand Ramuz, qu'il disait être « l'initiateur du transfert de la langue parlée dans la langue écrite ».

## Avis politique, racisme et antisémitisme
Voyage au bout de la nuit au moment de sa parution (1932) est apparu aux yeux d'écrivains de droite tels Bernanos et Léon Daudet « comme une profession de foi humaniste » et par sa forte critique du militarisme, du colonialisme et du capitalisme, « il impressionnait les hommes de gauche, d'Aragon à Trotski, en passant par Henry Miller ». Mais Mort à crédit (1936) déconcerta parce que « l'engagement idéologique avait presque disparu ». De fait, à la suite du Voyage, un certain « sentiment d'impuissance domine l'univers des romans et des pamphlets » ; son nihilisme et sa haine de l'humanité, alors, ne débouchent plus sur rien.
En 1936, il est invité en URSS, notamment sous l'influence d'Elsa Triolet. À son retour, il écrit son premier pamphlet, Mea culpa, charge impitoyable contre une Union soviétique qu'il juge bureaucratique et barbare, la même année que Retour de l'U.R.S.S. d'André Gide. Céline publie ensuite une série de pamphlets violemment antisémites,, commençant en 1937 par Bagatelles pour un massacre, puis en 1938, L'École des cadavres.
Cependant Céline n'est pas qu'antisémite et anticommuniste, il a aussi une vision très péjorative de la France méridionale. Il écrit en 1940 : « Zone Sud, zone peuplée de bâtards méditerranéens dégénérés, de nervis, félibres gâteux, parasites arabiques que la France aurait eu tout intérêt à jeter par-dessus bord. Au-dessous de la Loire, rien que pourriture, fainéantise, infects métissages négrifiés ».

### Bagatelles pour un massacre
Si dès 1927 sa pièce de théâtre L'Église dénonçait la Société des Nations comme une institution menée par des Juifs caricaturaux (Judenzweck et Mosaïc), ses pamphlets désormais étalent un racisme et un antisémitisme radicaux, et ils connaissent un grand succès. Céline en outre y exprime le désir de voir se créer une armée franco-allemande, ainsi qu'une apologie de Hitler supposé n'avoir aucune visée sur la France : « Si demain Hitler me faisait des approches avec ses petites moustaches, je râlerais comme aujourd'hui sous les juifs. Mais si Hitler me disait : « Ferdinand ! c'est le grand partage ! On partage tout ! », il serait mon pote ! ».

### L'École des cadavres
Et dans L'École des cadavres (1938) :

« Les juifs, racialement, sont des monstres, des hybrides, des loupés tiraillés qui doivent disparaître. […] Dans l'élevage humain, ce ne sont, tout bluff à part, que bâtards gangréneux, ravageurs, pourrisseurs. Le juif n'a jamais été persécuté par les aryens. Il s'est persécuté lui-même. Il est le damné des tiraillements de sa viande d'hybride »

— L'École des cadavres, Paris, Denoël, 1938, p. 108
Ou encore :

« Je me sens très ami d'Hitler, très ami de tous les Allemands, je trouve que ce sont des frères, qu'ils ont bien raison d'être racistes. Ça me ferait énormément de peine si jamais ils étaient battus. Je trouve que nos vrais ennemis c'est les Juifs et les francs-maçons. Que la guerre c'est la guerre des Juifs et des francs-maçons, que c'est pas du tout la nôtre. Que c'est un crime qu'on nous oblige à porter les armes contre des personnes de notre race, qui nous demandent rien, que c'est juste pour faire plaisir aux détrousseurs du ghetto. Que c'est la dégringolade au dernier cran de la dégueulasserie »

— L'École des cadavres, Paris, Denoël, 1938, p. 151

### Les Beaux Draps
Après la défaite de la France en 1940 et son occupation par les armées allemandes, Céline rédige un troisième pamphlet : Les Beaux Draps, où il dénonce non seulement les Juifs et les francs-maçons mais aussi la majorité des Français, soupçonnés de métissage et d'être stupides. Le pamphlétaire demande également, entre autres considérations, une réduction du temps de travail (à trente-cinq heures dans les usines, pour commencer) et s'en prend assez clairement à la politique d'ordre moral du maréchal Pétain. Cela déplaît tant au régime de Vichy que, au même titre que Les Décombres de Lucien Rebatet, le livre est mis à l'index (sans pour autant être interdit de publication).
Céline adresse ensuite une quarantaine de lettres ouvertes publiées par les organes les plus virulents de la collaboration, sans toutefois adhérer formellement à aucun des mouvements collaborationnistes créés à la faveur des événements. Dans ces lettres, il se présente comme le pape du racisme et déplore l'insuffisance de la répression contre les Juifs, les francs-maçons, les communistes et les gaullistes. Il écrit en mars 1942 une lettre à Jacques Doriot dans laquelle il déplore le sentiment de communauté des Juifs, qu'il estime responsable de leur « pouvoir exorbitant » : « Le Juif n'est jamais seul en piste ! Un Juif, c'est toute la juiverie. Un Juif seul n'existe pas. Un termite, toute la termitière. Une punaise, toute la maison ».

### Opinions sur l'antisémitisme de Céline
L'antisémitisme de Céline a suscité de nombreux commentaires. André Gide déclare en 1938 : « Quant à la question même du sémitisme, elle n'est pas effleurée. S'il fallait voir dans Bagatelles pour un massacre autre chose qu'un jeu, Céline, en dépit de tout son génie, serait sans excuse de remuer les passions banales avec ce cynisme et cette désinvolte légèreté ».
Julien Gracq : « Il y a dans Céline un homme qui s'est mis en marche derrière son clairon. J'ai le sentiment que ses dons exceptionnels de vociférateur, auxquels il était incapable de résister, l'entraîneraient inflexiblement vers les thèmes à haute teneur de risque, les thèmes paniques, obsidionaux, frénétiques, parmi lesquels l'antisémitisme, électivement, était fait pour l'aspirer. Le drame que peuvent faire naître chez un artiste les exigences de l'instrument qu'il a reçu en don […] a dû se jouer ici dans toute son ampleur. Quiconque a reçu en cadeau, pour son malheur, la flûte du preneur de rats, on l'empêchera difficilement de mener les enfants à la rivière ».
Pour l'historien Philippe Burrin : « Ses pamphlets de l'avant-guerre articulaient un racisme cohérent. S'il dénonçait en vrac la gauche, la bourgeoisie, l'Église et l'extrême droite, sans oublier sa tête de Turc, le maréchal Pétain, c'est pour la raison qu'ils ignoraient le problème racial et le rôle belliciste des juifs. La solution ? L'alliance avec l'Allemagne nazie, au nom d'une communauté de race conçue sur les lignes ethnoracistes des séparatistes alsaciens, bretons et flamands ». Philippe Burrin écrit encore : « Autant qu'antisémite, il [Céline] est raciste : l'élimination des juifs, désirable, indispensable, n'est pas le tout. Il faut redresser la race française, lui imposer une cure d'abstinence, une mise à l'eau, une rééducation corporelle et physique. […] Vichy étant pire que tout, et en attendant qu'une nouvelle éducation ait eu le temps de faire son œuvre, il faut attirer par le « communisme Labiche » ces veaux de Français qui ne pensent qu'à l'argent. Par exemple, en leur distribuant les biens juifs, seul moyen d'éveiller une conscience raciste qui fait désespérément défaut ».
L'historien Robert Soucy perçoit une dimension sexuelle dans l'antisémitisme de l'auteur : « Selon Céline, les Juifs ne se bornent pas à dominer la France sur les plans politique, économique, social et culturel ; ils constituent en plus une menace sur le plan sexuel, et plus précisément homosexuel. Selon Céline, les Juifs sont des « enculés » qui prennent de force les Aryens par derrière. Se montrer docile avec les Juifs, c'est courir le risque de se faire violer par eux. […] Ses envolées contre les Juifs expriment beaucoup de craintes et aussi une jalousie de nature sexuelle. D'après lui, les Aryens sont souvent violés par des Juifs dominateurs ; quant aux Aryennes, elles trouvent les Juifs particulièrement attirants. Les Juifs exercent la même fascination sexuelle sur les femmes que les Noirs : « La femme est une traîtresse chienne née. […] La femme, surtout la Française, raffole des crépus, des Abyssins, ils vous ont des bites surprenantes. » Ainsi, dans l'univers mental de Céline, la misogynie et le racisme se renforcent mutuellement ».
Selon l'historien Michel Winock, l'antisémitisme de Céline s'explique en partie par son expérience traumatisante de la Première Guerre mondiale. Se définissant comme antimilitariste, et pacifiste viscéral, il entend dénoncer ce qu'il considère comme un pouvoir occulte des Juifs, tout comme Hitler prétendait que les Juifs fomentaient la guerre, motif d'ailleurs repris par Céline.
L'écrivain allemand Ernst Jünger, officier de la Wehrmacht pendant l'occupation de Paris, a décrit Céline comme un farouche antisémite. Jünger et Céline se sont souvent rencontrés durant cette période, tant à l'ambassade d'Allemagne que lors des réunions du jeudi au salon social de Florence Gould. Jünger a confirmé dans une interview avec Der Spiegel en 1994 que le personnage du fervent collaborateur "Merline" dans son roman-journal Strahlungen (Radiations) était identique à Louis-Ferdinand Céline, mais il a changé le nom pour ne pas l'offenser. Il révèle également que dans la traduction française l'éditeur-écrivain Banine, qui détestait Céline, a voulu utiliser son vrai nom au lieu du pseudonyme, ce qui a entraîné un procès en diffamation contre Jünger. Pour éviter tout embarras à Banine, Jünger a répondu, interrogé, qu'il s'agissait d'une simple erreur d'impression.
L'essayiste Stéphane Zagdanski aborde également l'antisémitisme de Céline dans le cadre du tournage du film "Le Procès de Céline".

### Rapprochement avec les idées anarchistes
L'anarchisme est un thème souvent abordé dans l’étude de la pensée politique de Céline. Par ailleurs, l'écrivain se définit comme un anarchiste. Le 8 mars 1934, il écrit à Élie Faure une lettre dans laquelle il déclare : « Je me refuse absolument, tout à fait, à me ranger ici ou là. Je suis anarchiste, jusqu’aux poils. Je l’ai toujours été et je ne serai jamais rien d’autre ». Cette position s'inscrit avant tout dans son refus d'adhérer à l'Association des écrivains et artistes révolutionnaires, proche des communistes, que son interlocuteur lui propose. Dans cette même lettre, il précise : « Tout système politique est une entreprise de narcissisme hypocrite qui consiste à rejeter l’ignominie personnelle de ses adhérents sur un système ou sur les « autres ». Je vis très bien, j’avoue, je proclame haut, émotivement et fort toute notre dégueulasserie commune, de droite ou de gauche d’homme. Cela on ne me le pardonnera jamais ». Pour le sociologue libertaire Alain Pessin, Céline s'inscrit dans une pensée anarchiste tout au long de son œuvre, et trouve le soutien d'anarchistes divers comme le journal Le Libertaire lors de son procès en 1950. Mais le sociologue souligne que l'antisémitisme de Louis-Ferdinand Céline est incompatible avec une posture d'anarchiste. Elle révèle selon lui une conception proche des mouvements d'extrême-droite avant la Seconde Guerre mondiale qui s'illustre par un pacifisme justifiant l'antisémitisme. Il souligne toutefois un lien avec la pensée nihiliste, qu'il analyse aussi chez Dubuffet (grand admirateur de Céline), et qui peut s'apparenter à une forme d'anarchisme individualiste.
Pour Jacqueline Morand, ce qui éloigne Céline de l'anarchisme traditionnel, « C'est le pessimisme qu'il manifeste à l'égard de la condition humaine ». Elle souligne toutefois qu'il existe une proximité entre l'écrivain et les idées anarchistes, d'abord dans le Voyage au bout de la nuit, avec un antimilitarisme fort, et une dénonciation du capitalisme à travers le tableau qu'il dresse des usines américaines Ford. Mais c'est dans Les Beaux Draps qu'il se rapproche selon elle le plus de l'anarchisme traditionnel, en évoquant l'idée d'une école proche des concepts de Stirner (mais aussi de l'anarchisme individualiste, par ce biais), une forme de justice sociale dans des temps de travail réduits, et une dénonciation des hommes de pouvoir. Pour autant, Céline ne remet pas en question l’État, et ne croit pas, d'après l'auteure, en la possibilité d'un ordre social fondé sur la libre association des individus, ce qui démontre l'éloignement entre Céline et les idées anarchistes.
L'historien Pascal Ory classe Céline dans les anarchistes de droite. C'est aussi l'avis de François Richard, qui voit dans Louis-Ferdinand Céline l'un des membres de ce courant, qui se caractérise par une posture anti-démocratique, anti-conformiste, mais aussi attaché à des valeurs classées généralement à droite, et souvent à des thèses antisémites et racistes (que l'on observe chez Céline, mais aussi chez Rebatet, Drumont ou encore Léautaud), là où l'anarchisme traditionnel est opposé,.
Le peintre Gen Paul, dans un témoignage filmé en 1969, s'insurge contre l'idée d'un Céline anarchiste et proclame qu'il voit Céline comme un « Français » (c'est-à-dire, dans son esprit, comme un patriote). Céline et le peintre étaient brouillés et ne se fréquentaient plus depuis le retour d'exil de l'écrivain.

## Postérité

### Restitution des manuscrits perdus
En août 2021 six mille feuillets de la main de Céline, qui avaient été perdus à la fin de la guerre, et dont les spécialistes doutaient de l'existence, réapparaissent, donnés au journaliste Jean-Pierre Thibaudat par une source anonyme,, ; outre des pages non publiées de Voyage au bout de la nuit et le manuscrit original de Mort à crédit, on y trouve un roman complet intitulé Londres, un autre intitulé La Volonté du roi Krogold (saga médiévale que Denoël avait refusée à Céline malgré le succès du Voyage), et 600 feuillets inédits de Casse-pipe, considéré comme inachevé à ce jour. David Alliot, écrivain et spécialiste de Céline, estime qu'il faudra plusieurs années avant que ces textes puissent être exploités et publiés. Antoine Gallimard souhaite rééditer Casse-pipe en « collection Blanche » dès septembre 2022. Le premier inédit est publié le 5 mai 2022 : Guerre, roman de 150 pages, probablement écrit en 1934 selon l'éditeur Pascal Fouché. Le deuxième manuscrit est publié le 13 octobre 2022 : Londres, roman de 576 pages, probablement écrit avant 1936, et sa dérive antisémite, tant la figure du médecin juif Yugenbitz y est exaltée.

### Rééditions
Ses livres sont réédités et ils ont été traduits dans de nombreuses langues. Les romans de Louis-Ferdinand Céline sont notamment publiés dans la Bibliothèque de la Pléiade. Une sélection de sa correspondance y a également fait l'objet d'un volume, en 2009.
Ses pamphlets des années 1930 et 1940 n'ont pas fait l'objet de rééditions officielles en France — à l'exception de Mea Culpa — à la demande de Céline puis de sa veuve après sa mort, arguant du droit de retrait. Ils sont concernés par les décrets-lois Marchandeau de 1939 et par la loi Pleven de 1972, qui interdisent la provocation à la haine raciale. Cependant, depuis une décision de 1979 de la cour d'appel de Paris, de tels textes peuvent être publiés à condition d'être précédés d’un préambule les resituant dans l’Histoire.
La publication de ces pamphlets suscite une controverse entre les adversaires de la réédition qui « partent du principe qu’il faut chercher à interdire toute prose raciste ou antisémite, quel qu’en soit l’auteur », et ses partisans pour qui « orchestrer l’oubli des pamphlets de Céline, c'est aussi blanchir l'écrivain littérairement, ne donner à lire que la prose où il excelle ».
En 2012, la maison d'édition québécoise Huit publie une édition intégrale et critique des trois pamphlets antisémites de Céline en les réunissant dans un recueil intitulé Écrits polémiques,,.
En 2017, Gallimard annonce qu'il rééditera en mai 2018, après accord de Lucette Destouches, les trois pamphlets (ainsi que Mea Culpa et À l'agité du bocal) en reprenant l'édition critique canadienne de 2012 (établie par Régis Tettamanzi) augmentée d'une préface de Pierre Assouline,. Mais, à la suite de pressions, le projet est finalement reporté sine die (voir ci-dessous).

### Travaux autour de l'œuvre
De nombreux travaux ont été consacrés à la vie et à l'œuvre de Céline. Deux numéros des Cahiers de l'Herne (no 3 et 5) lui ont été consacrés. François Gibault lui a consacré une biographie en trois tomes. Des auteurs comme Philippe Alméras, Pol Vandromme, Philippe Muray, Frédéric Vitoux, Maurice Bardèche, Robert Poulet ou Henri Godard lui ont également consacré études et biographies. L'association Société d'études céliniennes organise échanges et colloques à son sujet, publiant également la revue Études céliniennes. Une autre publication, La Revue célinienne, a existé de 1979 à 1981, pour devenir ensuite une revue mensuelle, Le Bulletin célinien.
Le périodique Le Bulletin célinien annonce, en octobre 2014, la découverte d'un texte inédit, intitulé On a les maîtres qu'on mérite, retrouvé dans les archives de la Société des Nations. Ce texte a vraisemblablement été écrit à Genève lorsque Céline y officiait en tant que médecin.
Emmanuel Bourdieu réalise, en 2016, un film intitulé Louis-Ferdinand Céline, qui est une adaptation du livre The Crippled Giant de Milton Hindus. Le film se focalise sur les relations entre l'universitaire et l’écrivain au cours de leur rencontre au Danemark, en 1948.

### Auteurs ou artistes faisant référence à Céline
- Charles Bukowski fait référence à Céline dans son roman Pulp (1994) alors que le personnage de la Grande Faucheuse demande au protagoniste et détective Nick Belane de le retrouver pour pouvoir enfin l'attraper. Comme le mentionne son biographe Howard Sounes, Bukowski était un grand admirateur de l'auteur de Voyage au bout de la nuit, considérant Céline comme le plus grand auteur français de tous les temps[209].
- Le style de Frédéric Dard est influencé par celui de Céline, auteur pour lequel il éprouvait une grande admiration, ce qu'il a volontiers reconnu à diverses reprises[210],[211].
- René Barjavel porte en épigraphe de la première édition de son roman Ravage une citation de Mort à crédit : « L'avenir, c'est pas une plaisanterie... ».
- Dans son essai De l'évasion, le philosophe Emmanuel Levinas écrit : « C’est le grand intérêt du Voyage au bout de la nuit de Céline que d’avoir, grâce à un art merveilleux du langage, dévêtu l’univers, dans un cynisme triste et désespéré ».
- Patrick Modiano ouvre son premier roman, La Place de l'Étoile, sur une reprise du style de Céline, dans un article imaginaire signé par le « docteur Bardamu ».
- Jean-Paul Sartre porte en épigraphe de son roman La Nausée une citation de L'Église : « C'est un garçon sans importance collective, c'est tout juste un individu ».
- Dans Hygiène de l'assassin d'Amélie Nothomb, le personnage principal, Prétextat Tach, prix Nobel de littérature, est un admirateur de Céline.
- Le chanteur des Doors Jim Morrison fait référence à Voyage au bout de la nuit dans la chanson End of the Night.
- L'auteur de romans noirs A. D. G., dont le style fait également référence à Céline, cite à plusieurs reprises les titres de ses romans (Voyage au bout de la nuit et Mort à crédit), notamment dans son polar Pour venger Pépère. Le titre de son roman Cradoque's band est un pastiche de Guignol's Band.
- Michel Audiard, dialoguiste de cinéma et écrivain, éprouvait une immense admiration pour Céline[212] et a, à un moment, envisagé de porter à l'écran Voyage au bout de la nuit[213] et Mort à crédit[214].
- Dans Sur la route, Jack Kerouac fait référence au Voyage au bout de la nuit alors qu'il se trouve dans un tramway de Détroit en compagnie de Neal Cassady.
- Dans C'était la guerre des tranchées, Tardi présente Céline comme une influence majeure et cite un extrait du Voyage au bout de la nuit.
- Marc-Édouard Nabe qualifie Louis-Ferdinand Céline de « génie pur » et affirme son admiration pour cet auteur à maintes reprises, notamment dès son passage dans l'émission Apostrophes, le 15 février 1985. En 1995, il consacre un roman à la veuve de Céline, Lucette Almanzor, intitulé Lucette. En 2012, il est sollicité pour apparaître dans le documentaire Le Procès Céline[215]. Il y défend l'intégralité de l'œuvre de Céline, y compris les pamphlets, considérant que Céline est un génie et, par conséquent, il ne peut pas être un salaud. Également peintre, il a réalisé une série de portraits de l'écrivain[216].
- Cioran affirme, dans ses Cahiers : « Le tort de Céline est de n’avoir pas écrit un pour et contre les Juifs, mais seulement un contre. »[217].
- Deux écrivains français contemporains sont aussi des spécialistes de Céline et ont achevé une thèse de doctorat sur son œuvre : il s'agit de Michaël Ferrier (qui en a tiré un essai sur La chanson dans l'œuvre de Céline, publié aux éditions du Lérot en 2004) et d'Yves Pagès (qui en a tiré un essai sur Les Fictions du politique chez L.-F. Céline, publié au Seuil en 1994). Michaël Ferrier s'est déjà exprimé publiquement à plusieurs reprises sur l'importance de Céline dans son travail de romancier[218].
- Philip Roth, parlant des romanciers français, a déclaré au journal The Washington Post : « Céline, pour moi, le plus grand de tous ces romanciers — brutal, féroce, témoin exalté d’un monde élémentaire, qui nous entraîne toujours plus profond dans la nuit. La mort, l’agonie, le crime, la culpabilité, les récriminations, la folie, le sexe — tout cela et encore davantage était son ordinaire »[219].
- Fabrice Luchini interprète Voyage au bout de la nuit au Studio des Champs-Elysées en 1987, puis en 1988 au théâtre Montparnasse. En 1996, il interprète des textes de Céline avec d'autres de Baudelaire, Hugo, La Fontaine, Nietzsche à la Maison de la Poésie.
- Pierre Perret, qui admirait Céline jusqu'à ce qu’il découvre ses écrits fascistes, écrit en 1998 une chanson intitulée Ferdinand, ayant pour refrain : « As-tu gagné le ciel, Ferdinand ? / Est-ce que Dieu n'aime que le sang bleu ? / Le racisme chez toi polluait le talent / Tu étais pas un bien joli monsieur »[220].
- Dans le film Préparez vos mouchoirs (1978) de Bertrand Blier[221], le professeur de sport Stéphane (incarné par Patrick Dewaere) cite le nom de Céline lorsqu'il présente son immense collection de livres de poche à sa nouvelle petite amie Solange (Carole Laure), déclarant notamment qu'on y trouve tous les « grands maîtres » de la littérature française. Blier déclarera plus tard au journal Charlie Hebdo sa profonde admiration pour la « mauvaise humeur chronique » de Céline, laquelle serait, selon lui, le « carburant de l'artiste »[222].
- Influencé par la lecture des œuvres de Céline, le réalisateur Jean-Luc Godard le laisse transparaître dans son film Pierrot le Fou (1965), durant lequel Ferdinand Griffon (interprété par Jean-Paul Belmondo) lit quelques passages de Guignol's band I et II à son amie Marianne (Anna Karina)[223].
- Le comédien Stanislas de la Tousche interprète au théâtre le personnage de Céline dans plusieurs pièces mises en scène par Géraud Bénech : Ma peau sur la table (mise en scène conjointe avec David Ayala, en 2010), Y en a que ça emmerde ? (2011), Le Discours aux asticots (2014) et Derniers Entretiens (2019).
- Le titre Voyage au bout de l'enfer choisi comme traduction en français du titre du film The Deer Hunter (1978) de Michael Cimino est une référence directe au titre du roman Voyage au bout de la nuit.
- L'écrivain et jazzman suédois Sture Dahlström (1922-2001) a fait de Céline le héros burlesque du roman Je pense souvent à Louis-Ferdinand Céline (1994, 2006 en français, éditions du Serpent à Plume). Il imagine qu'il protège Céline, en fuite au Danemark, en le cachant dans sa contrebasse, ce que ce dernier n'apprécie que peu[224].
- Sergio LEONE a lu le "Voyage au bout de la nuit" à 20 ans et en a subi l'influence. Il aurait aimé en faire une adaptation, mais de peur de trahir l'oeuvre, il s'en est abstenu. "J'en ferais quelque chose d'autre. Et je ne sais pas s'il faut le faire". [conversation avec Sergio LEONE de Noël SIMSOLO]
- Le groupe de musique Orgue nouveau a composé un titre sur Louis-Ferdinand Céline sur son album éponyme de 2019. Le titre se nomme Siegmaringen et on peut entendre une citation de Céline : « Le temps n'efface pas chez moi, il grave ».

### Controverse de 2011
Céline figurait parmi les 500 personnalités et événements pour lesquels le ministère de la Culture souhaitait, en 2011, des célébrations nationales (en l'occurrence, à l'occasion du cinquantenaire de sa mort). À la suite d'une protestation de Serge Klarsfeld, qui a déclaré : « Frédéric Mitterrand doit renoncer à jeter des fleurs sur la mémoire de Céline, comme François Mitterrand a été obligé de ne plus déposer de gerbe sur la tombe de Pétain », le ministre de la Culture, Frédéric Mitterrand, a finalement décidé de retirer Céline de cette liste, estimant que, selon les termes de Serge Klarsfeld, « les immondes écrits antisémites » de l'écrivain empêchent que la République lui rende hommage.
Ce retrait a suscité en retour des protestations, particulièrement de la part de Frédéric Vitoux et d'Henri Godard.

### Controverse sur un projet de réédition des pamphlets par Gallimard
En décembre 2017, on apprend que Gallimard projette de publier un volume regroupant les pamphlets antisémites de Céline, Bagatelles pour un massacre, L'École des cadavres et Les Beaux draps, à paraître en mai 2018 sous le titre euphémisant Écrits polémiques et accompagné d’un apparat critique établi par Régis Tettamanzi, professeur de littérature française du XXe siècle à Nantes Université.
Une vive controverse s'ensuit,, qui conduit Gallimard à suspendre ce projet, le 11 janvier 2018 : « Au nom de ma liberté d'éditeur et de ma sensibilité à mon époque, je suspends ce projet, jugeant que les conditions méthodologiques et mémorielles ne sont pas réunies pour l'envisager sereinement », indique Antoine Gallimard dans un communiqué.
En mai 2022, Antoine Gallimard confirme sa volonté de republier les pamphlets de Céline, avec un appareil critique adapté. « Je n'ai jamais dit que j'y renoncerais. J'ai suspendu le projet » […] « Il y a là toute une matière historique, historiographique et célinienne pour faire une édition riche ».

## Œuvres

### Romans
- Voyage au bout de la nuit, Paris, éditions Denoël & Steele, 1932, 505 p.
- Mort à crédit, Paris, Denoël & Steele, 1936
- Guignol's Band, Paris, Éditions Denoël, 1944
- Casse-pipe, Paris, éditions Chambriand, 1949
- Féerie pour une autre fois, Paris, Éditions Gallimard, 1952
- Normance : Féerie pour une autre fois ii, Paris, Éditions Gallimard, 1954
- D'un château l'autre, Paris, Éditions Gallimard, 1957
- Nord, Paris, Éditions Gallimard, 1960
- Le Pont de Londres : Guignol's Band ii, Paris, Éditions Gallimard, 1964
- Rigodon, Paris, Éditions Gallimard, 1969
- Guerre, Paris, Éditions Gallimard, 2022, 192 p. (ISBN 978-2-0729-8322-1)[233],[197]
- Londres (préf. Régis Tettamanzi), Paris, Éditions Gallimard, 2022, 576 p. (ISBN 978-2072983375)[234],[130]
- La Volonté du Roi Krogold suivi de La Légende du Roi René, Paris, Éditions Gallimard, 2023, 320 p. (ISBN 978-2072983276)

### Pamphlets
- Mea Culpa, Paris, Denoël et Steele, 1936[235].
- Bagatelles pour un massacre, Paris, Éditions Denoël, 1937
- L'École des cadavres, Paris, Éditions Denoël, 1938
- Les Beaux Draps, Paris, Nouvelles Éditions françaises, 1941

### Autres textes
- Carnet du cuirassier Destouches rédigé en 1913, publié à la suite de Casse-pipe dans l'édition Gallimard, en 1970.
- Des vagues, nouvelle, rédigée en 1917, publiée dans le quatrième volume des Cahiers Céline de Gallimard en 1977
- La Vie et l'Œuvre de Philippe Ignace Semmelweis, Rennes, Simon, 1924
- La Quinine en thérapeutique, Paris, Doin, 1925
- L'Église, Paris, éd. Denoël & Steele, 1933
- Bezons à travers les âges, préface uniquement, éd. Denoël, 1944
- Foudres et Flèches, Paris, Éditions Charles de Jonquières, 1948
- Scandale aux abysses, Paris, éd. F. Chambriand, 1950
- Entretiens avec le professeur Y, Paris, éd. Gallimard, 1955
- Ballets sans musique, sans personne, sans rien, Paris, éd. Gallimard, 1959. Ce volume contient les ballets La Naissance d'une fée, Voyou Paul. Brave Virginie et Van Bagaden qui figuraient déjà dans Bagatelles pour un massacre, ainsi que Foudres et Flèches et Scandale aux abysses, le tout précédé de Secrets dans l'île et suivi de Progrès dans la réédition Gallimard de 2001.
- Progrès, Paris, Mercure de France, 1978
- Arletty, jeune fille dauphinoise, Paris, La flûte de Pan, 1985
- Préfaces et Dédicaces, Tusson, éd. du Lérot, 1987
- Histoire du petit Mouck, Paris, Éditions du Rocher, 1997
- À l'agité du bocal : et autres textes, Paris, L'Herne, 2006, 80 p. (ISBN 978-2-8519-7656-7)
- Céline vivant, anthologie des entretiens audiovisuels avec LF Céline, éd. Montparnasse, Paris, 2007
- Le Secret d'État (extraits d'un synopsis inédit pour argument de ballet), Le Petit Célinien, 2017
- Cahiers de prison : février - octobre 1946, Paris, Éditions Gallimard, coll. « Les Cahiers de la NRF », 2019, 240 p. (ISBN 978-2-0728-5269-5)
- Écrits de guerre, Omnia Veritas Ltd, 2021, 136 p. (ISBN 978-1-9138-9043-8)

### Correspondances
- 1979 : Cahiers Céline 5 : Lettres à des amies, Paris, Gallimard
- 1980 : Vingt lettres : à André Pulicani, Jean-Gabriel Daragnès, Ercole Pirazzoli, Charles Frémanger, Charles de Jonquières et Albert Manouvriez, Tusson, éd. du Lérot
- 1981 : Cahiers Céline 6 : Lettres à Albert Paraz 1947-1957, Paris, Gallimard
- 1984 : Lettres à son avocat : 118 lettres inédites à Maître Albert Naud, Paris, La Flûte de Pan
- 1985 : Lettres à Tixier : 44 lettres inédites à Maître Tixier-Vignancour, Paris, La Flûte de Pan
- 1987 : Lettres à Joseph Garcin (1929-1938), Paris, Librairie Monnier
- 1988 : Lettres à Charles Deshayes, 1947-1951, Paris, Bibliothèque de Littérature française contemporaine
- 1989 : Le questionnaire Sandfort, précédé de neuf lettres inédites à J.A. Sandfort, Paris, Librairie Monnier
- 1991 : Lettres à la NRF 1931-1961, Paris, Gallimard
- 1991 : Lettres à Marie Bell, Tusson, éd. du Lérot
- 1991 : Céline et les éditions Denoël, 1932-1948, Paris, IMEC
- 1995 : Lettres à Marie Canavaggia, 1 : 1936-1947, Tusson, éd. du Lérot
- 1995 : Lettres à Marie Canavaggia, 2 : 1948-1960, Tusson, éd. du Lérot
- 1998 : Lettres de prison à Lucette Destouches et à maître Mikkelsen (1945-1947), Paris, Gallimard
- 2000 : Au fil de l'eau : Lettres de Louis-Ferdinand Céline à deux amies, Aimée Barancy et Éliane Tayar, et documents annexes, Tusson, éd. du Lérot
- 2002 : Lettres à Antonio Zuloaga (1947-1954), texte établi, présenté et annoté par Éric Mazet, préface de Philippe Sollers, Paris, La Sirène, 2002 (imprimerie Du Lérot, Tusson)
- 2007 : Cahiers Céline 9 : Lettres à Marie Canavaggia (1936-1960), Paris, Gallimard
- 2009 : Lettres, édition établie par Henri Godard et Jean-Paul Louis, Paris, Gallimard, Bibliothèque de la Pléiade
- 2009 : Devenir Céline : lettres inédites de Louis Destouches et de quelques autres (1912-1919), édition et postface de Véronique Robert-Chovin, Paris, Gallimard
- 2009 : Cahiers Céline 10 : Lettres à Albert Paraz (1947-1957), Paris, Gallimard
- 2012 : Cahiers Céline 11 : Lettres à Milton Hindus (1947-1949), Paris, Gallimard
- 2013 : Lettres à Henri Mondor, Paris, Éditions Gallimard, 2013, 176 p. (ISBN 978-2-0701-3657-5)
- 2015 : Lettres à Pierre Monnier (1948-1952), Paris, Éditions Gallimard, 576 p. (ISBN 978-2-0701-4936-0)

### Chansons
- 1955 : À nœud coulant et Règlement, interprétées par l'auteur sur une musique de Jean Noceti et enregistrées par Paul Chambrillon. Elles sont accompagnées à l'accordéon par Aimable en rerecording[236].